# Kohti Tuhoa
Kohti Tuhoa és un grup de d-beat de Hèlsinki. Va signar un contracte discogràfic amb Svart Records el 2014, i el primer EP homònim es va publicar l'abril d'aquell any. L'àlbum debut, Rutiini orja, es va publicar a Finlàndia el 23 d'octubre de 2015.

## Discografia
- Kohti Tuhoa (2014, EP)
- Rutiinin orja (2015)
- Pelon neljäs valtakunta (2017)[3]
- Ihmisen Kasvot (2019)
- Elä Totuudesta (2020)[4]
- Väkivaltaa (2021, EP)[5]